# 얼룩족제비
얼룩족제비(Vormela peregusna)는 족제비과에 속하는 작은 포유류의 일종이다. 얼룩족제비속(Vormela)의 유일종이다. 일반적으로 유럽 남동부부터 중국 서부에 이르는 지역의 건조 지대와 초원에서 발견된다. 다른 족제비과 동물과 마찬가지로 위협을 당하면 꼬리 아래의 항문샘에서 심한 악취를 뿜는다.

## 특징
몸길이는 29~35cm 정도이며, 짧은 주둥이와 눈에 띄는 아주 큰 귀를 갖고 있다. 다리는 짧고, 발톱은 길고 단단하다. 꼬리는 길이가 길고 털이 길지만 몸의 털은 전체적으로 짧다. 얼굴에 흑백의 반점이 있고 검은 줄무늬가 눈을 지나가며, 입 주위에 흰 반점 무늬가 있다. 등쪽은 노란색을 띠며 불그스레하거나 갈색의 반점이 불규칙적으로 심하게 나 있다. 꼬리는 암갈색이며, 중간에 누르스름한 띠가 있다. 배와 다리 쪽은 암갈색을 띤다. 몸무게는 암컷이 295~600g, 수컷이 320~715g 정도이다.

## 분포
유럽 남동부와 러시아를 지나 중국 지역에서 발견한다. 분포 지역은 불가리아와 조지아, 터키, 루마니아, 소아시아, 레바논, 시리아, 요르단, 이스라엘, 팔레스타인, 아르메니아, 아제르바이잔, 이란, 아프가니스탄, 파키스탄 북서부, 유고슬라비아, 몽고, 중국, 카자흐스탄 그리고 북쪽으로 시베리아의 알타이 스텝 지역을 포함하고 있다. 1998년 이집트 시나이반도에서도 발견된 기록이 있다.

## 아종
6종의 아종이 알려져 있다.
- V. p. alpherakyi
- V. p. euxina
- V. p. negans
- V. p. pallidor
- V. p. peregusna
- V. p. syriaca